# Rochlin-Nunatakker
Die Rochlin-Nunatakker (russisch Скала Рохлина Skala Rochlina) sind vier Nunatakker im ostantarktischen Königin-Maud-Land. Am südlichen Ausläufer der Payergruppe in der Hoelfjella ragen sie 10 km südlich der Linnormen auf.
Entdeckt und anhand von Luftaufnahmen kartiert wurden sie bei der Deutschen Antarktischen Expedition 1938/39 unter der Leitung des Polarforschers Alfred Ritscher. Luftaufnahmen der Dritten Norwegischen Antarktisexpedition (1956–1960) aus den Jahren von 1958 bis 1959 dienten einer erneuten Kartierung. Wissenschaftler einer von 1960 bis 1961 durchgeführten sowjetischen Antarktisexpedition nahmen ebenfalls eine Kartierung sowie die Benennung vor. Namensgeber ist der sowjetische Geologe M. I. Rochlin, der im Januar 1958 an Bord eines Forschungsschiffs von herabfallendem Eis erschlagen worden war.